# Joseph Kehren (Maler, 1860)
Joseph Kehren, auch Josef Kehren der Jüngere (* 1860 in Düsseldorf; † 1922), war ein deutscher Porträtmaler der Düsseldorfer Schule.

## Leben
Kehren, Sohn des Historien- und Freskenmalers Joseph Kehren d. Ä., besuchte von 1877 bis 1884 die Kunstakademie Düsseldorf. Dort waren Hugo Crola und Heinrich Lauenstein sowie vor allem Peter Janssen d. Ä. und Julius Roeting seine Lehrer. Außerdem ließ er sich von Franz Thöne unterweisen. Um 1878 bezog die Familie Kehren das Haus der Witwe Heinrich Großmann in der Immermannstraße 2. Hier verstarb 1880 Kehrens Vater, und neun Jahre später ehelichte Joseph Kehren die Tochter des Hauses, Christina Großmann.